# Isidro Pérez Roldán
Isidro Pérez Roldán (nacido en 1792 en Potes, Santander) fue un militar y político español.

## Reseña biográfica
Nació en Potes, (Santander) en 1792.
En 1834 fue Administrador de Rentas Decimales en Cuenca y Secretario de la Real Caballería.
Fue Jefe Político de Palencia en 1835.
En 1837 fue alcalde de Ciudad Rodrigo y Comandante de aquel Batallón de la Milicia Nacional.
Fue Diputado Provincial de la Diputación Provincial de Salamanca en 1838.
Fue Jefe Político de Zaragoza por Real Decreto de 10 de enero de 1839.
Durante su estancia en Zaragoza era Brigadier. Fue Segundo Cabo del Ejército de Aragón. Llegó a Zaragoza el 12 de febrero de 1839 y tomó posesión de su cargo el 13 de febrero.
En 1839 fue Diputado a Cortes.
En 1840 fue Jefe Político de Ávila.
Ascendió hasta Teniente Coronel.
Del 13 de febrero de 1839 al 05 de abril de 1839 fue Presidente de la Diputación Provincial de Zaragoza.
| Predecesor: Juan José Llamas | Presidente de la Diputación Provincial de Zaragoza 13 de febrero de 1839 - 05 de abril de 1839 | Sucesor: Luis del Corral |